# Пресиденте-Перон (муниципалитет)
Муниципалитет Пресиденте-Перон  (исп. Partido de Presidente Perón) — муниципалитет в Аргентине в составе провинции Буэнос-Айрес.
Территория — 121 км². Население — 81141 человек. Плотность населения — 670,25 чел./км².
Административный центр — Герника.

## География
Департамент расположен на северо-востоке провинции Буэнос-Айрес.
Департамент граничит:
- на северо-западе — c муниципалитетом Эстебан-Эчеверрия
- на севере — с муниципалитетом Альмиранте-Браун
- на востоке — с муниципалитетом Флоренсио-Варела
- на юге — с муниципалитетом Сан-Висенте

## Важнейшие населенные пункты[2]
| № | Населённый пункт | Населённый пункт (исп.) | Категория | Население чел. (2010) | На карте                        |
| - | ---------------- | ----------------------- | --------- | --------------------- | ------------------------------- |
| 1 | Герника          | Guernica                | город     | 80824                 | 34°54′59″ ю. ш. 58°22′52″ з. д. |